# Peck Prior
Peck John Prior (ur. grudzień 1957) – amerykański montażysta filmowy.
Samodzielną karierę rozpoczął w 1989 roku, wcześniej był asystentem montażystów filmowych. W 1991 roku zwrócił na siebie uwagę filmowców, udanie montując trzy filmy, które następnie odniosły hollywoodzki sukces. Były to: Szansa dla karierowicza, Niesforna Zuzia i Lot Intrudera. Pracował przy czterech filmach z komikiem Robem Schneiderem.

## Filmografia
- 2010: Wampiry i świry (Vampires Suck)
- 2009: The Strip
- 2008: Totalny kataklizm (Disaster Movie)
- 2008: Poznaj moich Spartan (Meet the Spartans)
- 2007: Wielkie kino (Epic Movie)
- 2006: Grzanie ławy (The Benchwarmers)
- 2006: Dating Games People Play
- 2005: Deuce Bigalow: Boski żigolo w Europie (Deuce Bigalow: European Gigolo)
- 2004: Wiosła w dłoń (Without a Paddle)
- 2002: Gorąca laska (The Hot Chick)
- 2002: Mistrz kamuflażu (The Master of Disguise)
- 2001: Wielka misja Maxa Keeble’a (Max Keeble's Big Move)
- 2001: Joe Dirt
- 2001: Zwierzak (The Animal)
- 2001: Niebo czy ziemia (Delivering Milo)
- 1999: Uniwersalny żołnierz: Powrót (Universal Soldier: The Return)
- 1998: Koszmar następnego lata (I Still Know What You Did Last Summer)
- 1997: Mortal Kombat 2: Unicestwienie (Mortal Kombat: Annihilation)
- 1997: At the Hands of Another
- 1996: Flipper
- 1994: Na granicy ryzyka (Terminal Velocity)
- 1994: Droga śmierci (The Road Killers)
- 1993: Weekend u Berniego II (Weekend at Bernie's II)
- 1991: Niesforna Zuzia (Curly Sue)
- 1991: Szansa dla karierowicza (Career Opportunities)
- 1991: Lot Intrudera (Flight of the Intruder)
- 1989: Wujaszek Buck (Uncle Buck)